# フランク・ヴォーゲル
フランク・ポール・ヴォーゲル（Frank Paul Vogel、1973年6月21日 - ）は、アメリカ合衆国フロリダ州ペンサコーラ出身のプロバスケットボール指導者。NBAのフェニックス・サンズでヘッドコーチを務めていた。

## 経歴

### 生い立ち
ニュージャージー州ワイルドウッドで育った。 
1990年12月10日に火事により家が全焼した。当時17歳だったヴォーゲルは母親と共に窓から脱出した。
1991年にワイルドウッド高校を卒業。
ジュニアータカレッジではバスケットボールチームのスターターであった。
1994年にケンタッキー大学に転校し、ケンタッキーワイルドキャッツ男子バスケットボールチームの学生マネージャーを務め、1994年から1995年のシーズンはコーチを務めた。同大学を卒業し、1998年に生物学で理学士号を取得した。

### 下積み時代
ヴォーゲルのNBAでのキャリアはボストン・セルティックスのアシスタントコーチとなった2001年から5年前にさかのぼり、チームのビデオコーディネーターから始まった。
ボストン・セルティックスのアシスタントコーチを務めた後、フィラデルフィア・76ersのアシスタントコーチ
を一年間務め、2005年から2006年にかけて、ロサンゼルス・レイカーズのスカウト、2006年から2007年にかけてワシントン・ウィザーズのスカウトを務めた。
2007年にジム・オブライエンがヘッドコーチとして指揮をとるインディアナ・ペイサーズにアシスタントコーチとして招かれ、2010-2011シーズン途中で、17勝27敗とチーム不調を受け、ヘッドコートを引き継ぎ、その後20勝18敗とチームを立て直しプレーオフ進出に貢献した。

### インディアナ・ペイサーズ
2011-2012シーズン、2012-2013シーズンと地道にチームの再構築を進め、2013年のプレーオフではカンファレンスファイナルでマイアミ・ヒートを追い詰めたが、敗退している。

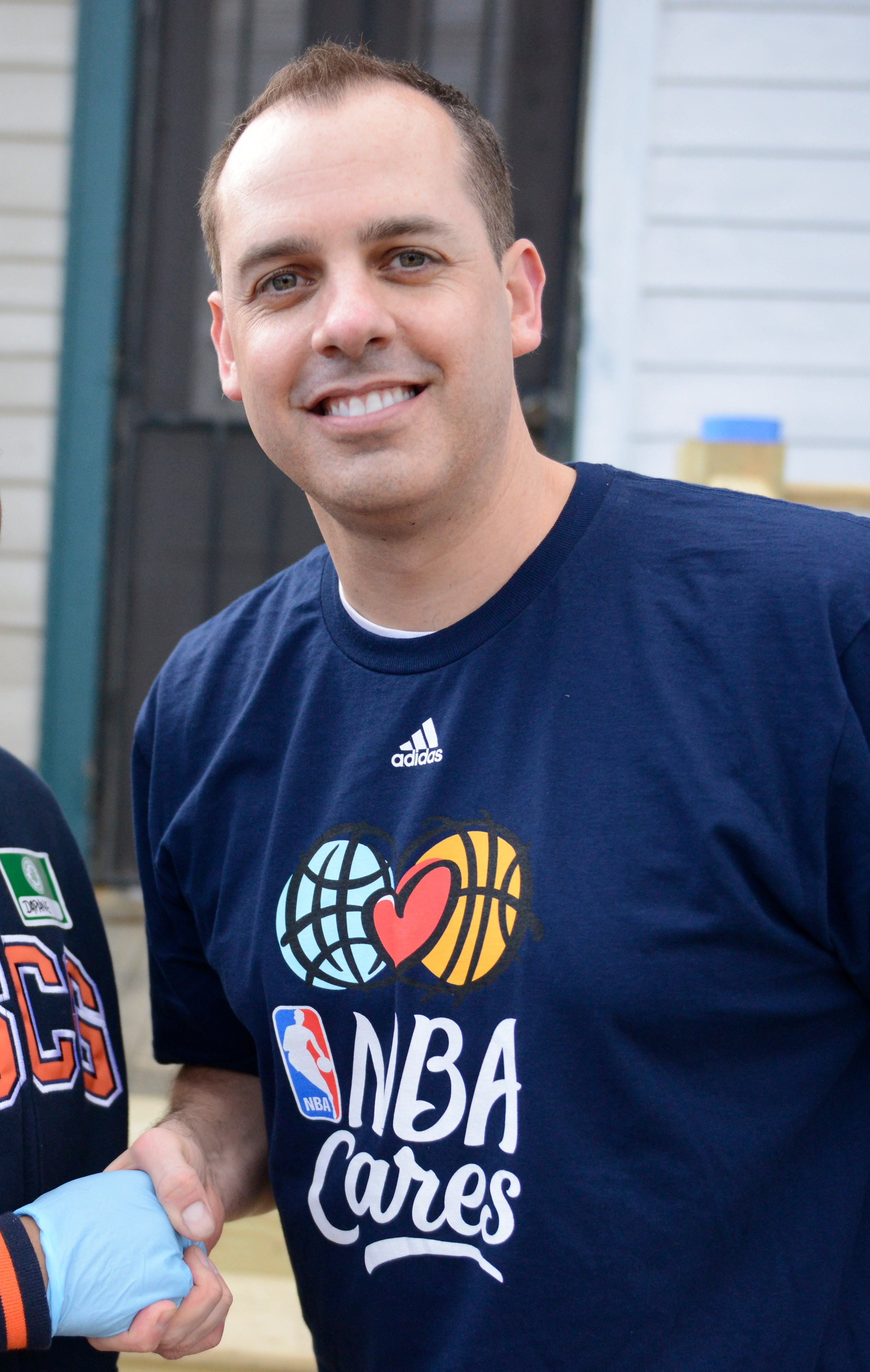
2014年のNBAケアのイベントでのヴォーゲル

2013-2014シーズンもチームの好調を維持し、オールスターでヘッドコーチを務めた。このシーズンは最終的に56勝26敗でイースタン・カンファレンスで第1シード全体で第2シードを獲得し、プレーオフに進んだ。この時点で、ヘッドコーチとしての勝率が62%以上と好成績を維持している。2年連続でカンファレンスファイナル進出を果たしたが、3年連続でマイアミ・ヒートに敗れた。2014-2015シーズンはポール・ジョージがほぼシーズンを全休したこともありプレーオフ不出場で終了。2015-2016シーズンはジョージが復活したこともあり、プレーオフ戦線に復活したものの、トロント・ラプターズに3勝4敗で屈し、プレーオフ終了後にラリー・バード社長より契約を更新しないことを告げられた。

### オーランド・マジック
2016年5月18日、オーランド・マジックのヘッドコーチに就任した。2018年4月12日、マジックからヘッドコーチの職を解任された。

### ロサンゼルス・レイカーズ
2019年5月14日にロサンゼルス・レイカーズのヘッドコーチに就任した。就任1年目の2019-20シーズンにチームをNBAファイナル優勝に導いた。
2021年8月6日にレイカーズと延長契約を結んだ。
2021-22シーズンはプレーオフ進出を逃し、オフに解雇された。

### フェニックス・サンズ
2023年6月6日、フェニックス・サンズのヘッドコーチに就任した。
2024年5月10日（現地時間5月9日）、フェニックス・サンズは、同氏をヘッドコーチから解任したことを発表した。

## ヘッドコーチ成績
| チーム  | シーズン | G   | W   | L   | W–L% | シーズン結果      | PG | PW | PL | PW–L% | 最終結果                         |
| ------- | -------- | --- | --- | --- | ---- | ----------------- | -- | -- | -- | ----- | -------------------------------- |
| 2010–11 | IND      | 38  | 20  | 18  | .526 | セントラル2位     | 5  | 1  | 4  | .200  | 1回戦敗退                        |
| 2011–12 | IND      | 66  | 42  | 24  | .636 | セントラル2位     | 11 | 6  | 5  | .545  | カンファレンスセミファイナル敗退 |
| 2012–13 | IND      | 81  | 49  | 32  | .605 | セントラル1位     | 19 | 11 | 8  | .579  | カンファレンスファイナル敗退     |
| 2013–14 | IND      | 82  | 56  | 26  | .683 | セントラル1位     | 19 | 10 | 9  | .526  | カンファレンスファイナル敗退     |
| 2014–15 | IND      | 82  | 38  | 44  | .463 | セントラル3位     | —  | —  | —  | —     | プレーオフ未出場                 |
| 2015–16 | IND      | 82  | 45  | 37  | .549 | セントラル2位     | 7  | 3  | 4  | .429  | 1回戦敗退                        |
| 2016–17 | ORL      | 82  | 29  | 53  | .354 | サウスイースト5位 | —  | —  | —  | —     | プレーオフ未出場                 |
| 2017–18 | ORL      | 82  | 25  | 57  | .305 | サウスイースト5位 | —  | —  | —  | —     | プレーオフ未出場                 |
| 2019–20 | LAL      | 71  | 52  | 19  | .732 | パシフィック1位   | 21 | 16 | 5  | .762  | NBAチャンピオン                  |
| 2020–21 | LAL      | 72  | 42  | 30  | .583 | パシフィック3位   | 6  | 2  | 4  | .333  | 1回戦敗退                        |
| 2021–22 | LAL      | 82  | 33  | 49  | .402 | パシフィック4位   | —  | —  | —  | —     | プレーオフ未出場                 |
| Career  | Career   | 814 | 431 | 389 | .526 |                   | 88 | 49 | 39 | .557  |                                  |